# 佐藤和生 (ギタリスト)
佐藤 和生（さとう わせい、1976年 - ）は、日本のギタープレイヤー、作曲家。秋田県出身。

## 略歴・人物
バンド「チムニィ」のギタープレイヤー。他に藤井洋平＆the VERY Sensitve Citizens of Tokyo、ランタンパレードトリオでも活動。映画音楽の作曲等も手がける。

## バンド
- チムニィ（ROSE RECORDS） メンバー：ユーテツ（MC）、光永渉（Dr）、AYA（Ba）、佐藤和生（Gt＆AG）、日永田信一（SAX＆Perc）、gigi kasuga（Gt）

### サポートメンバー
- 藤井洋平＆the VERY Sensitve Citizens of Tokyo
- ランタンパレードトリオ（ROSE RECORDS）

## 劇伴音楽

### 映画
- リュウグウノツカイ（2014年） 監督：ウエダアツシ 出演：寉岡萌希、武田梨奈、佐藤玲、樋井明日香、森永悠希、古舘寛治 ほか
  - ゆうばり国際ファンタスティック映画祭2014 北海道知事賞 受賞作品
- 天使のいる図書館（2017年） 監督：ウエダアツシ 出演：小芝風花、横浜流星、森永悠希、内場勝則、森本レオ、香川京子 ほか
  - 文部科学省 選定作品

### テレビドラマ
- 青山ワンセグ開発（NHK Eテレ）「前野クンの中の人」（2014年） 監督：ウエダアツシ 出演：前野朋哉、清野菜名、岸井ゆきの